# Альравия
Альравия (лат. Alrawia) — олиготипный род однодольных растений семейства Спаржевые (Asparagaceae). Выделен ботаниками Карин Перссон и Пером Эрландом Бергом Веннельбо в 1979 году.

## Виды
По информации базы данных The Plant List, род включает 2 вида:
- Alrawia bellii (Baker) Perss. & Wendelbo
- Alrawia nutans (Wendelbo) Perss. & Wendelbo typus[3]

## Распространение и среда обитания
Представители рода встречаются от северо-востока Ирака до Ирана (по другим данным ареал — север Ирака и запад Ирана).

## Общая характеристика
Луковицы прочные; оболочки луковиц сероватые снаружи и часто фиолетовые с внутренней стороны.
Стрелка одиночная, округлая.
Цветки многочисленные, собраны в кистевидное соцветие.
Плод — почти шаровидная коробочка. Семена чёрные, от округлых до широко-яйцевидных.
Альравии, наряду с родами Hyacinthella и Brimeura, очень близки представителям рода Гиацинт (Hyacinthus).